# Zdeňka Honsová
Zdeňka Honsová po mężu Lišková (ur. 3 lipca 1927 w Igławie, zm. 16 maja 1994 tamże) – czeska gimnastyczka, mistrzyni olimpijska z 1948. W czasie swojej kariery sportowej reprezentowała Czechosłowację.

## Kariera sportowa
Zdobyła złoty medal w wieloboju drużynowym na igrzyskach olimpijskich w 1948 w Londynie. Jej koleżankami w reprezentacji Czechosłowacji były: Marie Kovářová, Miloslava Misáková, Milena Müllerová, Věra Růžičková, Olga Šilhánová, Božena Srncová i Zdeňka Veřmiřovská. Pierwotnie w zespole miała występować Eliška Misáková, młodsza siostra Miloslavy. Jednak po przylocie do Londynu wykryto u niej chorobę Heinego-Medina i umieszczono w szpitalu, w którym zmarła w czasie rozgrywanych zawodów olimpijskich w gimnastyce.
Wielobój drużynowy był jedyną kobiecą konkurencją gimnastyczną rozgrywaną na tych igrzyskach olimpijskich. Kolejność drużyn była ustalana na podstawie wyników indywidualnych sześciu najlepszych gimnastyczek spośród ośmiu tworzących drużynę. W nieoficjalnej klasyfikacji indywidualnej Honsová zajęła 1. miejsce.
Po zamążpójściu za swego trenera Josefa Liškę występowała pod nazwiskiem Lišková. W czerwcu 1952 urodziła córkę Hanę, co uniemożliwiło jej występ na igrzyskach olimpijskich w 1952 w Helsinkach. Zdobyła srebrny medal w wieloboju drużynowym na mistrzostwach świata w 1954 w Rzymie, a w wieloboju zajęła 13. miejsce. Zakończyła karierę reprezentacyjną w 1955.
Później wraz z mężem zajmowała się trenowaniem gimnastyków.

## Rodzina
Jej córka Hana Lišková również była gimnastyczką sportową, dwukrotną olimpijką, wicemistrzynią olimpijską w wieloboju drużynowym w 1968.